# Urophora
Genre
Urophora est un genre de petites mouches de la famille des Tephritidae.

## Espèces rencontrées en Europe
- Urophora affinis (Frauenfeld, 1857)
- Urophora aprica (Fallén, 1814)
- Urophora cardui (Linnaeus, 1758)
- Urophora christophi Loew, 1869
- Urophora congrua Loew, 1862
- Urophora coronata Bassov, 1990
- Urophora cuspidata (Meigen, 1826)
- Urophora dzieduszyckii Frauenfeld, 1867
- Urophora hispanica Strobl, 1905
- Urophora impicta (Hering, 1942)
- Urophora jaceana (Hering, 1935)
- Urophora jaculata Rondani, 1870
- Urophora kasachstanica (Richter, 1964)
- Urophora korneyevi White, 1998
- Urophora longicauda (Hendel, 1927)
- Urophora lopholomae Korneyev & White, 1989
- Urophora mauritanica Macquart, 1851
- Urophora neuenschwanderi Freidberg, 1982
- Urophora pauperata (Zaitzev, 1945)
- Urophora phalolepidis Merz & White, 1991
- Urophora pontica (Hering, 1937)
- Urophora quadrifasciata (Meigen, 1826)
  - Urophora quadrifasciata algerica (Hering, 1941)
  - Urophora quadrifasciata quadrifasciata (Meigen, 1826)
- Urophora sirunaseva (Hering, 1938)
- Urophora sjumorum (Rohdendorf, 1937)
- Urophora solstitialis (Linnaeus, 1758)
- Urophora spoliata (Haliday, 1838)
- Urophora stylata (Fabricius, 1775)
- Urophora tenuis Becker, 1908
- Urophora terebrans (Loew, 1850)
- Urophora trinervii Korneyev & White, 1996
- Urophora variabilis Loew, 1869
- Urophora xanthippe (Munro, 1934)

## Galerie

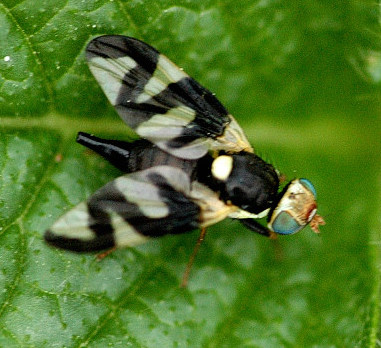
Urophora cardui
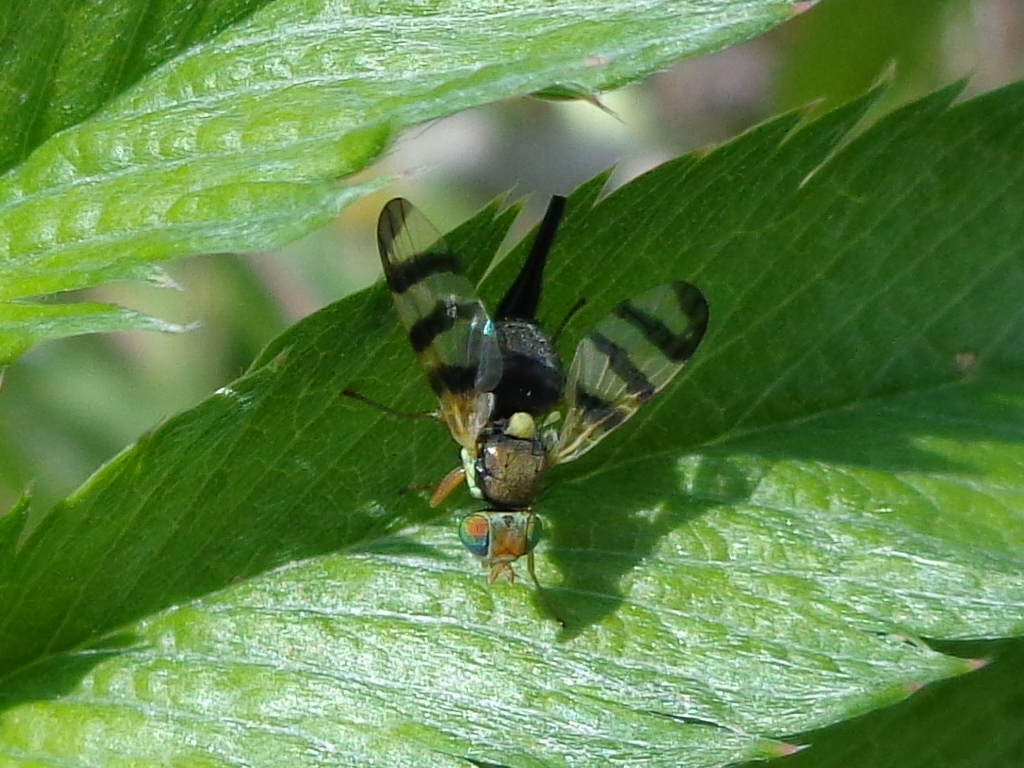
Urophora jaceana
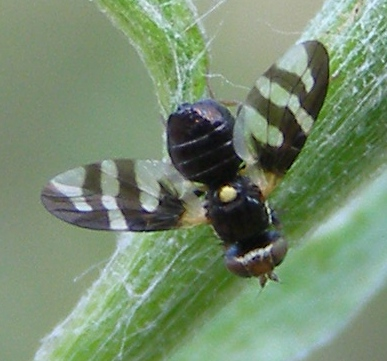
Urophora quadrifasciata
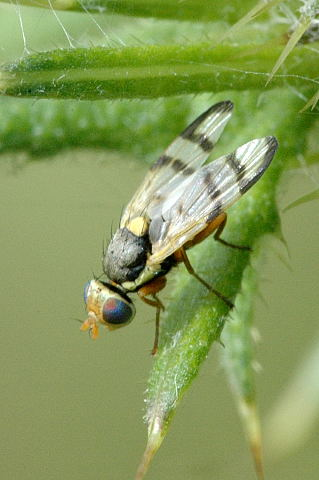
Urophora stylata